# Roger Vieuille
Isidore Vieuille, connu sous le nom de scène Roger Vieuille né le 11 février 1883 à Baignes-Sainte-Radegonde (Charente), et mort le 13 juin 1957 à Ris-Orangis  est un acteur français.

## Biographie
Roger Vieuille est mort en juin 1957 à la Maison de retraite des artistes de la Fondation Dranem - Maurice Chevalier, à Ris-Orangis.

## Filmographie
- 1938 : Le Train pour Venise d'André Berthomieu, avec Victor Boucher : Amédée
- 1946 : Le Diable au corps de Claude Autant-Lara : un prêtre
- 1949 : La Marie du port de Marcel Carné
- 1950 : Sous le ciel de Paris de Julien Duvivier

## Théâtre
- 1932 : Une femme ravie de et avec Louis Verneuil et Elvire Popesco, Théâtre de Paris ainsi que de nombreuses participations aux Tournées Baret.